# Georijevska skala
Jurjeva stijena  (ukr. Ске́ля свято́го Явле́ння, rus. Георгиевская скала, Stijena svetog ukazanja) je nadvodna stijena u obliku malog otoka 1,5 km istočno od vrha rta Fiolent i 120 m od obale plaže Jasper u Balaklavskoj regiji Sevastopolja.

## Povijest
Ime je dobio po tome što se, prema legendi, 891. godine ovdje grčkim ribarima u nevolji ukazao sveti Georgije Pobjedonosac, njegova ikona je pronađena na stijeni, a iste godine na obali je osnovan manastir sv. Jurja.
Godine 1891. na stijeni je podignut križ na postolju od bijelog mramora. Dvadesetih godina prošlog stoljeća križ je uklonjen. Dana 14. rujna 1991. u crkvi svetog Nikole (na Bratskom groblju u Sevastopolju) posvećen je novi sedmometarski metalni križ težak 1400 kg, koji je uz potporu Crnomorske flote Ruske mornarice postavljen na stijeni Svetog ukazanja. U studenom 2018. metalni križ je pao tijekom nevremena. U srpnju 2019. postavljen je novi mramorni križ (metalni okvir) s granitnom bazom. Svečanost posvete novog križa održana je 24. srpnja 2019. Visina križa je osam metara. Prilikom postavljanja u stijeni je napravljeno udubljenje od dva metra.

## Vanjske poveznice
|  | Zajednički poslužitelj ima još gradiva o temi Georijevska skala |

- Сферическая панорама со скалы Святого Явления (2012 год). www.fiolent.ru (ruski). Pristupljeno 5. siječnja 2022.
- Балаклавский Свято-Георгиевский монастырь. Скала Святого Явления. www.planetakrim.com (ruski). Inačica izvorne stranice arhivirana 2. rujna 2016. Pristupljeno 5. siječnja 2022.
- Легенды и мифы о Фиоленте, Чёрном море, Крыме. www.mabir.com.ua (ruski). Inačica izvorne stranice arhivirana 12. kolovoza 2013. Pristupljeno 5. siječnja 2022.
- Мыс Фиолент, Георгиевский монастырь (ruski). Inačica izvorne stranice arhivirana 28. rujna 2007.